# TV3 (Catalogna)
TV3 è un canale televisivo spagnolo in lingua catalana di ambito regionale. È l'emittente principale della Televisió de Catalunya, l'azienda televisiva pubblica appartenente alla comunità autonoma della Catalogna.
Sebbene la sua area di copertura sia il territorio regionale, il segnale si riceve per effetto spillover nelle Isole Baleari, nella Comunità Valenzana, in alcune zone dell'Aragona orientale, in Francia nel dipartimento dei Pirenei Orientali e in Andorra. Alcuni suoi programmi sono stati visibili ad Alghero, legata alla Catalogna per antiche ragioni culturali e linguistiche, attraverso l'emittente locale Televisió de l'Alguer, che li ha trasmessi grazie ad un accordo di collaborazione siglato con l'azienda catalana.